# Topolino a caccia
Topolino a caccia (The Moose Hunt), meglio conosciuto in Italia col titolo delle edizioni home video La prima caccia all'alce, è il titolo di un cortometraggio di Topolino ed è uscito l'8 maggio 1931. Questo cortometraggio segna il debutto cinematografico del cane Pluto.

## Trama
Topolino, armato di fucile, vaga allegro in un bosco in compagnia di Pluto; avvistati degli uccelli, Topolino spara il primo colpo mancandoli tutti e lasciando, in compenso, un albero spoglio.
Nel frattempo Pluto, sniffando, fa un giro di perlustrazione imbattendosi in uno spaventapasseri; spaventatosi, il cane fugge travolgendo Topolino, per poi tuffarsi in uno stagno. Topolino rimprovera Pluto ma subito dopo cane e padrone faranno pace ridendo e scherzando.
Dopo che Topolino ha lanciato un bastone, Pluto ne recupera un altro; da lontano, Topolino scambia Pluto per un alce e gli spara. Disperato, Topolino cerca di rinvenire Pluto, ma il cane sta solo fingendo di essere morto. Infine Pluto rinviene, dando sollievo a Topolino.
Poco dopo, i due verranno richiamati dal verso di un alce; continuando a sniffare il terreno, Pluto non si accorge di avere un grande alce alle spalle e Topolino gli punta contro il fucile. Topolino continua ad agitare il fucile, poiché preso da fifa e tremore, fino a quando l'arma gli si smonta dalle mani. Comincia così un inseguimento e, in prossimità di un dirupo, Pluto spiccherà un volo e continuando a sbattere le orecchie salverà se stesso ed il suo padrone.

## In altre lingue
- Älgjakten
- Musse Pigg på älgjakt
- Die elhjagd